# Università di Tel Aviv
L'Università di Tel Aviv (in ebraico אוניברסיטת תל־אביב‎?; in inglese: Tel Aviv University, da cui l'acronimo "TAU") è il più grande ateneo pubblico d'Israele.

## Stephen Roth Institute

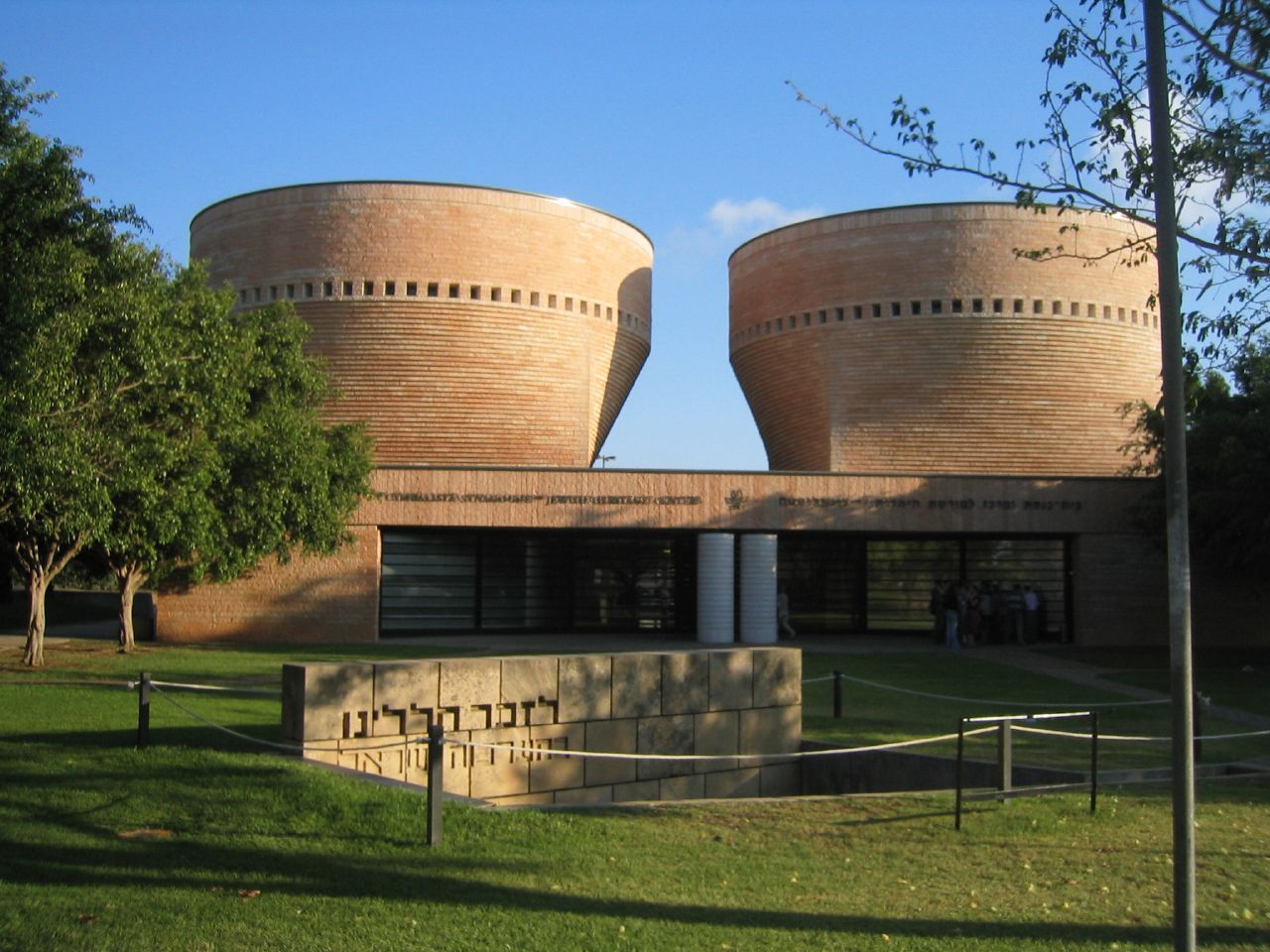
Sinagoga Cymbalista

Presso l'università è insediato lo Stephen Roth Institute, un istituto di ricerca che ha come missione lo studio dell'antisemitismo contemporaneo e il razzismo, fondato nell'autunno del 1991. Funge da risorsa d'informazioni, offre un forum di discussione accademica, e promuove la ricerca sull'antisemitismo e sul razzismo. Obiettivo principale dell'Istituto è, infatti, la valorizzazione sociale e politica di questi fenomeni, nel periodo che va dalla fine della seconda guerra mondiale ad oggi, e l'influenza nel relativo contesto storico.
Attraverso internet promuove il mantenimento di una banca dati sugli incidenti antisemiti in tutto il mondo.